# Hospital (estación de TransMilenio)
La estación sencilla Hospital, hizo parte del sistema masivo de transporte de Bogotá llamado TransMilenio inaugurado en 2000. Estuvo en funcionamiento hasta el 5 de julio de 2025, fecha en la que fue cerrada para llevar a cabo su demolición completa para iniciar las labores de construcción de una nueva estación, debido al paso del viaducto de la primera línea del metro de Bogotá.

## Ubicación
La estación estaba ubicada en el centro de la ciudad, más específicamente en la Avenida Caracas entre calles 3 y 4. Se accedía a ella mediante un cruce semaforizado ubicado en esta última vía.

## Origen del nombre
La estación recibía el nombre por la cercanía de cinco centros médicos (Hospitales San Juan de Dios, Santa Clara, La Misericordia, Instituto Materno Infantil y La Samaritana) que en un futuro conformarán lo que se conocerá como Ciudad Salud,[cita requerida] junto con San Bernardo hasta 2019. La estación atendía la demanda de los barrios San Bernardo, Eduardo Santos y alrededores.
La estación estaba ubicada cerca al Instituto San Bernardo De la Salle de los Hermanos De La Salle.

## Historia
A comienzos del año 2001, fue inaugurada la segunda fase de la Troncal de la avenida Caracas desde Tercer Milenio, hasta la estación intermedia de la Calle 40 Sur. Meses más tarde el servicio fue extendido al sur, hasta el Portal Usme.
Durante el Paro nacional de 2019, la estación sufrió diversos ataques que afectaron de forma considerable las puertas de vidrio y demás infraestructura de la estación, razón por la cual no estuvo operativa por algunos días luego de lo ocurrido.
Durante el Paro nacional de 2021, la estación sufrió diversos ataques que afectaron de forma considerable las puertas de vidrio y demás infraestructura de la estación, razón por la cual se encontró inoperativa. Por ello se implementó un servicio circular como contingencia.

### Cierre temporal
En junio de 2025 se anunció que la estación Hospital sería cerrada en su totalidad para ser demolida y así continuar con las obras correspondientes a la cimentación y construcción del viaducto de la línea 1 del Metro de Bogotá sobre el mismo corredor. El 5 de julio, se hizo efectivo el cierre total de la estación. El desarrollo del proyecto del metro contempla la construcción de los apoyos del viaducto, sobre el cual circularán los trenes del metro, y bajo el mismo funcionará la reconstruida estación Hospital.

## Servicios de la estación

### Servicios troncales
| Tipo                                | Rutas al Norte | Rutas al Sur |
| ----------------------------------- | -------------- | ------------ |
| Ruta fácil                          | 3              | 3            |
| Expresos todos los días todo el día | B72            | H72          |
| Expresos lunes a sábado todo el día | B13            | H13          |

### Esquema
| ← Norte         |               |               |
| Calle 4         | sin servicios | sin servicios |
| En construcción | Vagón 2       | Vagón 1       |
| Calle 4         | sin servicios | sin servicios |
| Sur →           |               |               |

### Servicios urbanos
Así mismo funcionan las siguientes rutas urbanas del SITP en los costados externos a la estación, circulando por los carriles de tráfico mixto sobre la calle 4, con posibilidad de trasbordo usando la tarjeta TuLlave:
| Código | Sector             | Dirección    | Rutas |
| ------ | ------------------ | ------------ | ----- |
| 442A00 | L Br. San Bernardo | CL 4 - KR 12 | C80   |

## Ubicación geográfica
| Noroeste: E Tygua - San José | Norte: A Tercer Milenio | Nordeste: Santa Fe   |
| Oeste: G Comuneros           |                         | Este: L San Bernardo |
| Suroeste: Los Mártires       | Sur: H Hortúa           | Sureste: Santa Fe    |